# Tobe Hooper
Tobe Hooper, właśc. William Tobe Hooper (ur. 25 stycznia 1943 w Austin, zm. 26 sierpnia 2017 w Los Angeles) – amerykański reżyser filmowy, twórca Teksańskiej masakry piłą mechaniczną (1974).

## Życiorys
Hooper urodził się w Austin w Teksasie, jako syn Lois Belle i Normana Williama Raya Hoopera. Gdy był małym chłopcem, ojciec często zabierał go do lokalnego kina, co wzbudziło w nim miłość do filmów. Jako nastolatek kręcił filmy, w których obsadzał szkolnych kolegów. Za debiut Hoopera uznaje się krótkometrażowy projekt The Abyss z 1959 roku, choć wiele źródeł jako debiutancki projekt reżysera podaje późniejszy The Heisters (1964), który zdobył pre-nominację do Nagrody Akademii Filmowej. Dramat Eggshells z roku 1969 uchodzi za prymarne dzieło fabularne reżysera. Przez dekady Eggshells był filmem zaginionym; jego kopię odkryto w 2009.
Pierwszym spektakularnym projektem Hoopera była klasyczna dziś Teksańska masakra piłą mechaniczną. Film zadebiutował na ekranach kin w 1974 roku i otworzył Hooperowi drogę do kariery. Przez następne lata swojej aktywności, reżyser stworzył ponad dwa tuziny filmów kinowych, telewizyjnych i wideo, głównie horrorów i dreszczowców science-fiction, z których najpopularniejszymi są: Miasteczko Salem (1979), Lunapark (1981), Duch (1982), Siła witalna (1985), Teksańska masakra piłą mechaniczną 2 (1986) i Krwawa masakra w Hollywood (2004). Ostatni obraz Hoopera, Djinn, powstał w 2013 roku jako produkcja Zjednoczonych Emiratów Arabskich.

## Filmografia
Reżyser
- 1959: The Abyss (film krótkometrażowy)
- 1964: The Heisters (film krótkometrażowy)
- 1966: Down Friday Street (krótkometrażowy film dokumentalny)
- 1967: A Way of Learning (film krótkometrażowy)
- 1969: Eggshells
- 1970: The Song Is Love (film telewizyjny)
- 1974: Teksańska masakra piłą mechaniczną (The Texas Chain Saw Massacre)
- 1976: Zjedzeni żywcem (Eaten Alive)
- 1979: Ciemność (The Dark) (zastąpiony przez Johna „Buda” Cardosa w trakcie produkcji; niewymieniony w czołówce)
- 1979: Miasteczko Salem (Salem's Lot)
- 1981: Lunapark (The Funhouse)
- 1982: Duch (Poltergeist)
- 1985: Siła witalna (Lifeforce)
- 1986: Najeźdźcy z Marsa (Invaders from Mars)
- 1986: Teksańska masakra piłą mechaniczną 2 (The Texas Chainsaw Massacre 2)
- 1987: Niesamowite historie (Amazing Stories), odc. Miss Stardust
- 1988: McCall (The Equalizer), odc.  No Place Like Home
- 1988: Koszmary Freddy’ego (Freddy’s Nightmares), odc. No More Mr. Nice Guy
- 1990: Samozapłon (Spontaneous Combustion)
- 1990: I'm Dangerous Tonight
- 1991: Haunted Lives: True Ghost Stories, odc. Ghosts R Us/Legend of Kate Morgan/School Spirit
- 1991: Opowieści z krypty (Tales from the Crypt), odc. Dead Wait
- 1993: Worek na zwłoki (Body Bags), segment Eye
- 1993: Nocny terror (Night Terrors)
- 1995: Maglownica (The Mangler)
- 1995: Bez przeszłości (Nowhere Man), odc. Turnabout i Absolute Zero
- 1996: Mroczne niebo (Dark Skies), odc. The Awakening (Part 1) i The Awakening (Part 2)
- 1997: Perversions of Science, odc. Panic
- 1998: Walka o przetrwanie (Prey), odc.  Hungry for Survival: Unaired Pilot
- 1999: Apartament dla diabła (The Apartment Complex)
- 2000: Na granicy światów (The Others), odc. Souls on Board
- 2000: Krokodyl zabójca (Crocodile)
- 2002: Niesamowite opowieści (Night Visions), odc. Cargo i The Maze
- 2002: Shadow Realm
- 2002: Wybrańcy obcych (Taken), odc. Beyond the Sky
- 2004: Krwawa masakra w Hollywood (Toolbox Murders)
- 2005: Kostnica (Mortuary)
- 2005−2006: Mistrzowie horroru (Masters of Horror), odc. The Damned Thing i Dance of the Dead
- 2009: Destiny Express Redux
- 2013: Djinn

Aktor
- 1971: The Windsplitter jako Joby, czarny charakter[2][3]
- 1986: Teksańska masakra piłą mechaniczną 2 (The Texas Chainsaw Massacre 2) jako mężczyzna na korytarzu hotelowym
- 1990: Samozapłon (Spontaneous Combustion) jako mężczyzna w restauracji
- 1992: Lunatycy (Sleepwalkers) jako technik sądowy
- 1993: Worek na zwłoki (Body Bags) jako pracownik kostnicy (segment The Morgue)

## Nagrody i wyróżnienia (wybór)
- 1964/1965, Amerykańska Akademia Sztuki i Wiedzy Filmowej:
  - prenominacja do Nagrody Akademii Filmowej za film krótkometrażowy The Heisters
- 1967, New York Film Festival:
  - Bronze Award (wyróżnione dzieło: A Way of Learning)
- 1971, Atlanta International Film Festival:
  - Gold Award (Eggshells)[4]
- 1976, Avoriaz Fantastic Film Festival:
  - Nagroda Krytyków (Teksańska masakra piłą mechaniczną)[5]
- 1983, Academy of Science Fiction, Fantasy and Horror Films:
  - nominacja do nagrody Saturn w kategorii najlepszy reżyser (Duch)[5]
- 1989, Fantasporto:
  - nominacja do nagrody International Fantasy Film w kategorii najlepszy film (Teksańska masakra piłą mechaniczną 2)[5]
- 1991, Fantasporto:
  - nominacja do nagrody International Fantasy Film w kategorii najlepszy film (Samozapłon)[5]
- 2003, Sitges − Catalonian International Film Festival:
  - nagroda Time-Machine Honorary (specjalne wyróżnienie)[5]
- 2004, New York City Horror Film Festival:
  - nagroda przyznana za wybitne osiągnięcia w dziedzinie kinematografii[5]
- 2004, Philadelphia Film Festival:
  - nagroda Phantasmagoria (specjalne wyróżnienie)[5]
- 2004, San Francisco Fearless Tales Genre Fest:
  - nagroda Fearless Vision (specjalne wyróżnienie)[5]
- 2005, Phoenix International Horror & Sci-Fi Film Festival:
  - Hall of Fame (specjalne wyróżnienie)[5]
- 2008, Eyegore Awards:
  - nagroda Eyegore (specjalne wyróżnienie)[5]